# Uilliam mac Aodha
Uilliam mac Aodha Ó Cellaigh (mort en 1487) est le 20e co-roi d'Uí Maine issu de la lignée des Ó Ceallaigh (anglicisé en  O' Kellys)  il règne de  1469 à sa déposition en 1487.

## Contexte
Uilliam est le fils ainé de Aodh mac Briain. En 1469 après la mort d'Aodh na gCailleach mac Uilliam Ruaidh, les Uí Maine élisent deux co-rois : son frère Tadhg Caoch Ó Cellaigh qui lui disputait le trône depuis 1467, en Airthir Uí Maine et Uilliam le fils de son prédécesseur Aodh mac Briain Iar Uí Maine. Après l'abdication de Tadhg Caoch en 1476, Uilliam demeure seul roi d'Ui Maine et il investit son frère Donnchadh (1484), comme tánaiste en Airthir. Il est toutefois traîtreusement déposé en 1487 et il meurt emprisonné la même année. Son propre frère Maolsheachlainn mac Aodha lui succède mais il meurt après un mois et demi de règne. Son frère Conchobhar Óg mac Aodha lui succède par les Uí Maine et désigne un nouveau corégent en la personne de son cousin Donnchadh mac Breasail,.

## Sources
- (en) T.W Moody, F.X. Martin et F.J. Byrne, A New History of Ireland IX Maps, Genealogies, Lists. A companion to Irish History part II, Oxford, Oxford University Press, 2011, 690 p. (ISBN 978-0-19-959306-4).